# Immanuel Tremellius

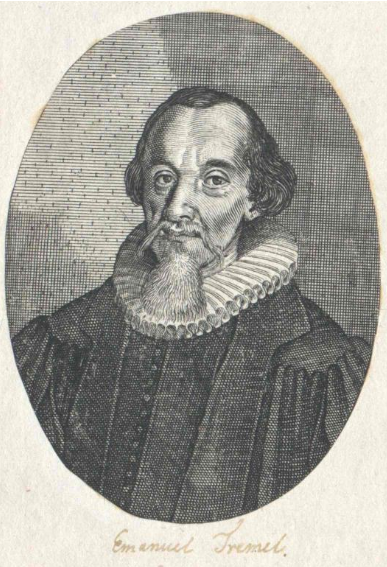
Immanuel Tremellius

Johannes Immanuel Tremellius (ur. 1510, zm. 9 października 1580) – protestancki uczony i tłumacz Biblii.
Urodził się w Ferrarze, w rodzinie włoskich Żydów. W latach 1530–1540 pobierał nauki na uniwersytecie w Padwie; w trakcie studiów zaprzyjaźnił się z Alessandrem Farnesse, przyszłym papieżem Pawłem III. Przed 1540 rokiem, pod wpływem kardynała Reginalda Pole’a, który został jego ojcem chrzestnym, konwertował na katolicyzm. Po zakończeniu edukacji wykładał język hebrajski w szkole klasztornej w Lukce, gdzie poznał Pietro Martira Vermigliego. W 1541 roku, zainspirowany głoszonymi przez niego ideami, przeszedł na kalwinizm.
W 1542 roku, uciekając przed inkwizycją, wyemigrował do Strasburga. Po przegranej przez protestantów wojnie szmalkaldzkiej w 1547 roku na zaproszenie Tomasza Cranmera osiadł w Anglii, gdzie zamieszkał w pałacu Lambeth. Po śmierci Paula Fagiusa w 1549 roku został wykładowcą języka hebrajskiego na University of Cambridge, a w 1552 roku objął prebendę w diecezji Carlisle. Wraz z objęciem tronu przez Marię Tudor w 1553 roku i rozpoczęciem rekatolicyzacji Anglii powrócił na kontynent, gdzie przenosił się z miasta do miasta. Przez pewien czas wykładał na Uniwersytecie w Heidelbergu. W 1565 roku na krótko powrócił do Anglii. Ostatecznie osiadł w Sedanie, gdzie zmarł.
Jego studia koncentrowały się wokół języków starożytnych i tekstu biblijnego. W 1569 roku opublikował gramatykę języków aramejskiego i syryjskiego. Przełożył także na hebrajski Katechizm genewski Kalwina (Paryż 1551). Jego głównym dziełem było przygotowanie nowego, protestanckiego przekładu Biblii na łacinę. W 1569 roku w Genewie ukazało się tłumaczenie Nowego Testamentu, zawierające bilingwiczny tekst syryjsko-łaciński. Natomiast w latach 1575–1579 we Frankfurcie nad Menem ukazał się w 5 tomach przekład Starego Testamentu, dokonany z tekstu hebrajskiego, aramejskiego i syryjskiego. Przekład Tremelliusa był wielokrotnie wznawiany, zdobył sobie poważanie w środowisku protestanckim i status normatywnego przekładu łacińskiego. Korzystał z niego m.in. John Milton.